# 23888 Daikinoshita
23888 Daikinoshita este un asteroid din centura principală de asteroizi.

## Descriere
23888 Daikinoshita este un asteroid din centura principală de asteroizi. A fost descoperit pe 18 septembrie 1998 la Stația Anderson Mesa în cadrul programului LONEOS. Asteroidul prezintă o orbită caracterizată de o semiaxă mare de 2,53 ua, o excentricitate de 0,15 și o înclinație de 7,2° în raport cu ecliptica.